# 아테나: 더 무비
"아테나: 더 무비"는 2011년 7월에 공개된 아테나: 전쟁의 여신의 극장판이다. 국제 석유시장의 고유가로 인한 대체 에너지로 개발 중인 신형 원자로를 둘러싼 첩보원들과 국제 테러리스트들의 대결 이야기를 다루고 있다.

## 줄거리
- 드라마 아테나: 전쟁의 여신의 20부작 내용을 간추려서 영화화한 작품이다.

## 등장 인물

### 국가대테러정보국 (NTS)
- 이정우 : 정우성
- 한재희 : 이지아
- 김준호 : 최시원
- 권용관 : 유동근
- 남동식 : 최용민
- 강철환 : 정호빈
- 박석호 : 김진근
- 오숙경 : 오윤아
- 박성철 : 이한위
- 홍진석 : 손지훈
- 이동훈 : 오창석
- 박신혜 : 이지현
- 정경원 : 도예성
- 영미 : 오선화
- 최태현 : 심창민

### 아테나 (ATHENA)
- 손혁 : 차승원
- 윤혜인 : 수애
- 앤디 : 션 리차드
- 철규 : 정찬우
- 오대식 : 임성규
- 석준 : 아놀드 홍
- 재혁 : 정만식
- 영호 : 이한갈
- 영민 : 이한솔
- 김구택
- 더글라스 데이 스튜어트 (Douglas Day Stewart)

### 미국 국가정보국 (DIS)
- 제시카 : 연민지

### 대한민국청와대
- 조명호 : 이정길
- 최진희 : 김영애
- 유강호 : 박용기
- 황호영 : 박용수
- 한정필 : 전국환
- 조수영 : 이보영

### 조선민주주의인민공화국
- 김기수 : 김민종
- 서민혁 : 공정환
- 김명국 : 권범택
- 리광철 : 최우준

## 개요
- 드라마 원작과는 달리 일부 내용이 포함되지 않았고, 박철영 (김승우), 김선화 (김소연), 진영 (박성웅) 등 조선민주주의인민공화국 측 인물들이 등장하지 않았다.

## 같이 보기
- 아이리스 (2009년) : 아이리스 극장판의 원작
- 아이리스: 더 무비 (2010년) : 아이리스 시리즈의 영화
- 아테나: 전쟁의 여신 (2010년) : 아이리스 시리즈의 스핀 오프 드라마
- 아이리스 2 (2013년) : 아이리스 시리즈의 두 번째 드라마
- 아이리스 2: 더 무비 (2014년) : 아이리스 시리즈의 두 번째 극장판의 원작